# Paulownia
Paulownia Siebold & Zucc., 1835 è un genere di piante della famiglia Paulowniaceae.
Il nome del genere ricorda la nobildonna russa Anna Pavlovna, figlia dello zar Paolo I anche se la pianta è utilizzata e conosciuta da millenni. In Europa da oltre 4 secoli adorna i parchi e i principali monumenti delle maggiori città (Milano, Torino, Roma,, Sardegna  Sicilia, Londra, Manchester, Parigi, Tour Eiffel). Negli ultimi anni questo albero è divenuto il simbolo della lotta al cambiamento climatico in quanto è tra i maggior assorbitori di CO2, oltre che l'albero in grado di fornire più servizi ecosistemici, contribuendo così al mantenimento e ripristino della biodiversità (a partire dall'arricchire i terreni, fino al fornire nutrimento per animali con le sue parti edibili, fiori per insetti e api, ombreggiamento che favorisce l'insediamento di altre specie vegetali).

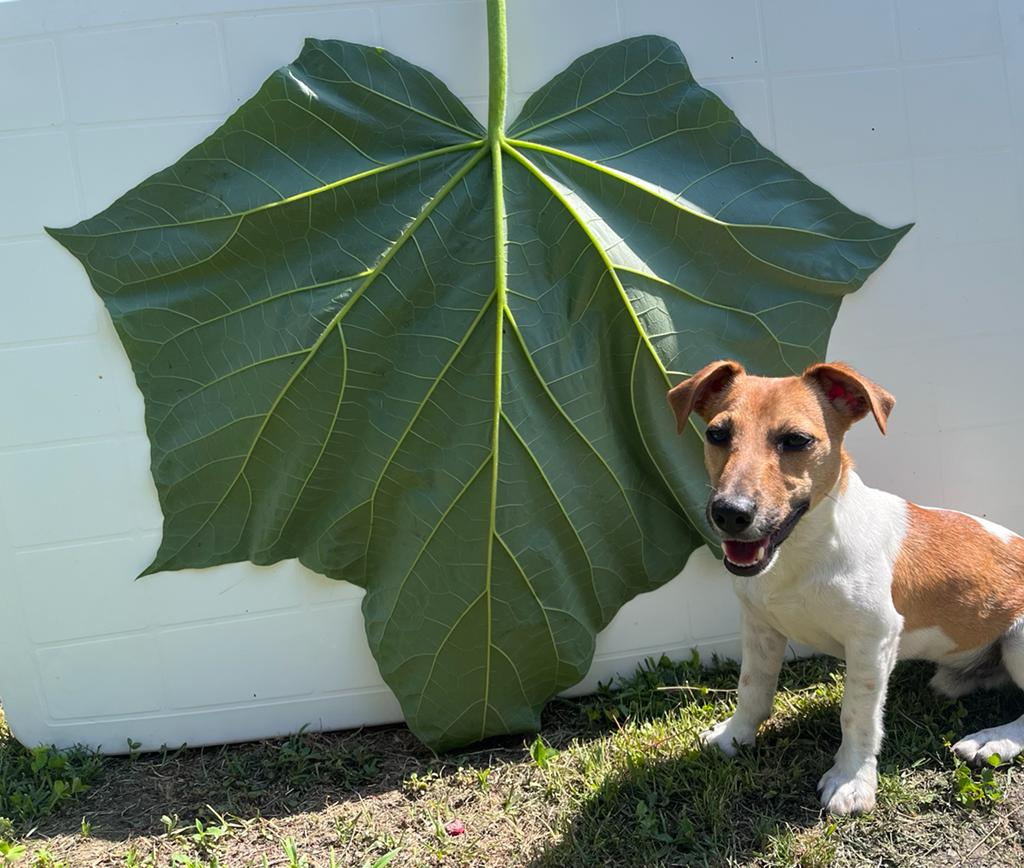
Foglia di Paulownia derivante da un albero di appena 1 anno, dalle notevoli dimensioni e per questo ad alto assorbimento di CO2 (con accanto un cane jack russel "Smak").

## Descrizione
Comprende alberi a foglie caduche, con portamento maestoso e fioriture molto belle e con altezze da 3 a 15 m. Tra le specie più diffuse nei giardini e parchi citiamo la Paulownia tomentosa, la Paulownia elongata, la Paulownia Fortunei e Paulownia Kawaikamii. Tuttavia oggi non vengono quasi più impiegate queste varietà ma specifici ibridi come di seguito analizzato.
Questo genere di piante popola la terra da centinaia di migliaia di anni ed è originario della zona temperata boreale (Europa, Nord America e Asia). In Italia, a Pocapaglia - Piemonte, sono stati trovati fossili di Paulownia appartenenti al periodo Zancleano - Pliocene. (Martinetto et al. 2014 - Palaeobotany of Italy). Proprio dall'Italia è partito un gruppo di ricerca, sviluppo e diffusione di questo albero a cura di un'organizzazione ambientale denominata Paulownia Piemonte (e Paulownia 4Planet), proprio dove sono stati rinvenuti i resti fossili più antichi mai trovati.
La costante ricerca ha evidenziato come i generi e l'ibridazione tra essi, ha portato ad ottenere ibridi intervarietali più resistenti a malattie e differenziazione delle varietà per avere ibridi più adatti a contesti diversi.
In Asia è utilizzata da oltre un millennio anche a scopo curativo e medicale; questo fatto ha creato il falso mito circa la sua origine, erroneamente correlata alla Cina mentre appunto viene utilizzata da millenni in più parti del mondo.

## Tassonomia
Il genere comprende le seguenti specie:
- Paulownia catalpifolia T. Gong ex D.Y. Hong
- Paulownia elongata S.Y.Hu
- Paulownia fargesii Franch.
- Paulownia fortunei (Seem.) Hemsl.
- Paulownia kawakamii T.Itô
- Paulownia laotica Aver.

## Usi
Dal fusto della Paulownia si ricava legname di notevole leggerezza (da 300 a 400 kg/m3 a seconda della varietà) e di bassa durezza, ma di straordinaria stabilità dimensionale.
Il legno di Paulownia ha proprietà fonoassorbenti e di isolamento termico, elettrico e igroscopico ed è utilizzato da secoli nell'ebanisteria giapponese per la produzione di armadietti porta kimono e strumenti musicali, grazie al fatto di essere un eccezionale legno di risonanza. È il legno usato per la produzione dei geta, i caratteristici zoccoli rialzati giapponesi. Recentemente il suo utilizzo si è sviluppato anche in Italia dove è utilizzato nell'industria del mobile, dell'infisso e dell'imballaggio. Il suo rendimento energetico è molto elevato, il suo cippato/pellet ha un potere calorifico compreso tra 4400 e 5100 Kcal/Kg.
La Paulownia imperialis era il mon della famiglia Tokugawa, i cui membri furono Shōgun dal 1603 al 1868. Per questo motivo oggi la Paulonia è il mon del primo ministro del Giappone.
Le foglie di Paulonia erano presenti in una placca smaltata che veniva appuntata al petto dei generali dell'esercito imperiale giapponese che venivano insigniti del titolo di Gensui.
Altre fonti indicano come simbolo del clan Tokugawa l'Althea rosea, Altea, Althea, conosciuta comunemente meglio come Malvone o Malvarosa.
"Il mon (blasone, emblema) del clan (sia Tokugawa sia Matsudaira), il Mitsuba aoi (三葉葵?) o "triplo malvone", è diventato un'icona facilmente riconoscibile non solo del clan, ma di tutto lo shogunato Tokugawa. Nei jidaigeki (opere di ambientazione storica), il mon è tipicamente usato per suggerire la collocazione temporale della storia nel periodo Edo, mentre in quelli ambientati durante il periodo Bakumatsu il mon viene usato per identificare i personaggi leali allo shogunato dai realisti, identificati invece dal mon del crisantemo simbolo della famiglia imperiale."
La Paulownia è un albero molto utilizzato per i programmi di riforestazione, in quanto è quello che cresce più velocemente (5-6 metri in 1 anno) e che assorbe più anidride carbonica, responsabile dell'effetto serra e del cambiamento climatico. Le sue foglie sono ricche di nutrienti che possono rigenerare i suoli impoveriti, è molto indicata per l'agroforestazione.
Le foglie di specifici ibridi di Paulownia sono indicate per l'alimentazione animale, come alimento molto ricco di proteine e fibre, oltre che nutrienti e microelementi. La percentuale proteica è il doppio rispetto al classico insilato di mais.